# Честейн, Брэнди
Брэ́нди Де́низ Честе́йн-Смит (англ. Brandi Denise Chastain-Smith; род. 21 июля 1968, Сан-Хосе, Калифорния, США) — американская футболистка. Двукратная чемпионка мира и Олимпийских игр.

## Биография
Брэнди Дениз Честейн родилась 21 июля 1968 года в Сан-Хосе (штат Калифорния, США) в семье Роджера и Ларк Честейн. У Брэнди есть младший брат — Чэд Честейн, также футболист.

## Личная жизнь
С 8 июня 1996 года Брэнди замужем за футбольным тренером Джерри Смитом. У супругов есть сын — Джейден Честейн Смит.